# S/Y Aurora
S/Y Aurora var en dampyacht bygget af Alexander Stephen and Sons i Dundee i Skotland i 1876. Skibet blev bygget for Dundee Seal and Whale Fishing Company, der primært brugte hende til hvalfangst i Nordishavet. Hun blev konstrueret stærk nok til at modstå kraftigt vejr og is i polaregnene.
Aurora blev mest kendt for sine fem rejser til Antarktis i perioden 1911–1917, hvor hun blev brugt som ekspeditions- og redningsfartøj.

## Hvalfanger
I årene fra 1876 til 1910 sejlede Aurora årligt mellem Dundee i Skotland til St. John's i Newfoundland for at deltage i jagt på hvaler og sæler i Nordatlanten. Hun deltog i en forgæves redningsaktion i 1884 for den nødstedte Greely-ekspedition i håbet om bjærgeløn, og i 1891 var hun involveret i redningen af besætningen på Polynia, der var blevet skruet ned af isen.

## Douglas Mawson Expedition
Aurora blev købt af Douglas Mawson i 1910 til brug for Australasian Antarctic Expedition. I december 1911 sejlede Aurora fra Hobart i Tasmanien til Macquarie Island, der blev Mawsons base under ekspeditionen. Efter at have etableret basen, sejlede Mawson sydpå, hvor Aurora ankom til Commonwealth Bay i Antarktis den 7. januar 1912. Ved Cape Denison gik Mawson og besætningen i land, hvorefter Aurora sejlede retur til Hobart for ikke at blive fanget af isen hen over den antarktiske vinter.
Aurora vendte tilbage i december 1912 blot for at konstatere, at Douglas Mawson, Xavier Mertz og Belgrave Edward Sutton Ninnis ikke var kommet tilbage til lejren ved Cape Denison efter en slædeeksepedition ind i landet. Auroras kaptajn forsøgte at vente på, at ekspeditionen kom tilbage til lejren, men dårlige fortøjninger og kraftig vind betød, at flere ankerkæder sprang. I slutningen af januar måtte Aurora rejse tilbage eller risikere at sidde fast i isen under den kommende vinter. Skibet sejlede derfor afsted og efterlod seks mand i lejren, herunder en radiooperatør. Da Mawson ene mand kom tilbage fra ekspeditionen på isen (de øvrige to var omkommet), kunne han se skibet i horisonten. Ved hjælp af radioen fik de skibet til at vende tilbage, men dårligt vejr gjorde det umuligt at få ekspeditionens deltagere ombord på skibet, og Aurora måtte atter vende om.
Aurora returnerede til Commonwealth Bay næste sommer den 12. december 1913, hvor hun fik de syv tilbageværende deltagere ombord, hvorefter hun sejlede til Australien.

## Trans Antarctic Expedition
I 1914 hyrede Sir Ernest Shackleton Aurora som det ene af to skibe til at deltage i Shackletons Trans Antarctic Expedition. Aurora skulle sejle fra Hobart i Tasmanien med den del af ekspeditionen, der fra Rosshavet skulle trænge ind i landet og udlægge depoter til den anden del af ekspeditionen, der til fods skulle komme fra den modsatte side af kontinentet. Kaptajn på skibet var Aeneas Mackintosh.
Aurora og besætningen (ekspeditionens Rosshavsgruppe) sad fast i isen i McMurdosundet i januar 1915, men det lykkedes Aurora at slippe fri og komme længere sydpå og få landsat besætningen, der skulle udlægge depoter. Hun nåede til Discovery Bay den 12. marts 1915, hvor hun kastede anker for at laste forsyninger til gruppen på land. I maj 1915 blev hun låst fast af isen og ført ud til havet og måtte efterlade ekspeditionen på land. Hun forblev fanget af isen i knap et år og blev ført 1600 sømil væk. Aurora slap først fri af isen den 12. februar 1916, hvorefter hun sejlede til Dunedin i New Zealand, hvor hun ankom den 3. april 1916.

### Redningen af Rosshavsgruppen 1917
Regeringerne i Australien, New Zealand og Storbritannien accepterede at betale for at få gjort Aurora sødygtig igen efter strabadserne i Sydpolarhavet, således at hun kunne returnere til Rosshavet for at redde de tilbageværende medlemmer af Rosshavsgruppen. De tre regeringer afviste, at Shackleton, der var kommet til New Zealand i december 1916, kunne stå i spidsen for redningsekspeditionen, og forlangte, at ekspeditionen blev under kommando af John King Davis, der således blev kaptajn på Aurora. Efter forhandlinger fik Shackleton dog tilladelse til at sejle med Aurora under redningsaktionen, men under John King Davis' kommando på turen. Den 10. januar 1917 nåede skibet pakisen nær Cape Royds, hvorefter hun arbejdede sig frem mod Cape Evans. En uge senere var de syv overlevende deltagere i Rosshavsgruppen ombord på Aurora og på vej tilbage til Wellington i New Zealand.

## Skæbne
Aurora blev sidst set i 1917, da hun sejlede fra Newcastle i New South Wales med kurs mod Iquique i Chile med en last af kul. Lloyd's of London rapporterede skibet savnet den 2. januar 1918; det var formodet, at hun som mange andre skibe var blevet et offer for søndringen under 1. verdenskrig, muligvis gået ned efter at være gået på en mine, udlagt af den tyske hjælpekrydser SMS Wolf, der befandt sig i farvandet, hvor hun Aurora var formodet at have sejlet. Et af Auroras redningsbælter blev bjærget i havet mellem Sydney og Brisbane seks måneder efter hendes forsvinden.

## Steder opkaldt efter Aurora
Flere steder på Antarktis er opkaldt efter Aurora, herunder:
- Mount Aurora
- Aurora Heights
- Aurora Subglacial Basin
- Aurora Peak
- Aurora Glacier

## Eksterne links
- Wikimedia Commons har flere filer relateret til S/Y Aurora
- The SY Aurora Arkiveret 16. maj 2008 hos  Wayback Machine
- List of Arctic Whaling Captains
- The Aurora in Antarctic Expeditions